# Tatalılar
Tatalılar (azerbajdzjanska: Tatalar) är en ort i Azerbajdzjan.   Den ligger i distriktet Bejläqan, i den centrala delen av landet, 200 km väster om huvudstaden Baku. Tatalılar ligger 30 meter över havet och antalet invånare är 2 083.
Terrängen runt Tatalılar är platt. Närmaste större samhälle är Beylagan, 10,2 km söder om Tatalılar.
Trakten runt Tatalılar består till största delen av jordbruksmark. Runt Tatalılar är det ganska tätbefolkat, med 70 invånare per kvadratkilometer.